# 穴太 (大津市)
穴太（あのう、あのお）は、滋賀県大津市の町名。現行行政地名は穴太一丁目から穴太三丁目。読み仮名は、行政上の町名は「あのう」と表記し、駅名などは「あのお」と表記される。
この記事では現在の穴太一-三丁目の前身となった坂本穴太町（さかもとあのうちょう）についても述べる。

## 地理
琵琶湖西岸に近い大津市中部に位置し、北で延暦寺や日吉大社の門前町として栄えた坂本、北東で下阪本、南で唐崎、南西で滋賀里、西で坂本本町と接する。

## 歴史
『古事記』によれば、成務天皇の都・志賀高穴穂宮（しがのたかあなほのみや）があった場所とされる。また、『延喜式』によれば、駅伝制の駅家（穴太駅）が置かれ、駅馬五頭が割り振られていた。

### 地名の由来
「あのう」という地名が全国的に見られ、これらの地域が交通の要衝であることが多いことから、交通に関する古代語に由来するという説がある。「穴太積み」といわれる、石垣積みの技法を駆使して延暦寺の修繕などを担当していた石工集団・穴太衆がこの地に住んでいたことで知られている。

### 沿革
- 1979年（昭和54年）7月15日 - 坂本穴太町・滋賀里町乙の各一部から成立[1]。

## 坂本穴太町
現在の穴太の母体は大津市編入前の旧滋賀郡坂本村大字穴太、のちの大津市坂本穴太町である。1951年（昭和26年）4月1日の坂本村の大津市編入後、人口の集中する地域が穴太一-三丁目・弥生町等として分離し山間部のみが坂本穴太町として残った。この残部は人口集積地がなく、市が作成する一部資料では現在も坂本本町の南方に坂本穴太町の名が残る一方、大津市による人口集計は行われておらず町名としては実質的に廃止されている。地図帳・地図サイト等では坂本本町の一部として表記されている。郵便番号の設定もない。

## 世帯数と人口
2019年（平成31年）4月1日現在の世帯数と人口は以下の通りである。
| 丁目       | 世帯数  | 人口    |
| ---------- | ------- | ------- |
| 穴太一丁目 | 271世帯 | 586人   |
| 穴太二丁目 | 333世帯 | 696人   |
| 穴太三丁目 | 162世帯 | 367人   |
| 計         | 766世帯 | 1,649人 |

### 人口の変遷
国勢調査による人口の推移。
| 1995年（平成7年）  | 1,662人 | [ 10 ] |  |
| 2000年（平成12年） | 1,771人 | [ 11 ] |  |
| 2005年（平成17年） | 1,771人 | [ 12 ] |  |
| 2010年（平成22年） | 1,514人 | [ 13 ] |  |
| 2015年（平成27年） | 1,592人 | [ 14 ] |  |

### 世帯数の変遷
国勢調査による世帯数の推移。
| 1995年（平成7年）  | 545世帯 | [ 10 ] |  |
| 2000年（平成12年） | 600世帯 | [ 11 ] |  |
| 2005年（平成17年） | 600世帯 | [ 12 ] |  |
| 2010年（平成22年） | 612世帯 | [ 13 ] |  |
| 2015年（平成27年） | 687世帯 | [ 14 ] |  |

## 学区
市立小・中学校に通う場合、学区は以下の通りとなる。
| 丁目       | 番・番地等 | 小学校             | 中学校             |
| ---------- | ---------- | ------------------ | ------------------ |
| 穴太一丁目 | 全域       | 大津市立唐崎小学校 | 大津市立唐崎中学校 |
| 穴太二丁目 | 全域       | 大津市立唐崎小学校 | 大津市立唐崎中学校 |
| 穴太三丁目 | 全域       | 大津市立唐崎小学校 | 大津市立唐崎中学校 |

## 交通

### 鉄道
- 京阪石山坂本線 穴太駅

### 路線バス
かつては、滋賀県道47号伊香立浜大津線を走る京阪バスの路線が存在したが、撤退し現在はない。

### 道路
- 国道161号
- 滋賀県道47号伊香立浜大津線

## その他

### 日本郵便
- 郵便番号 : 520-0114[4]（集配局：大津中央郵便局[16]）。